# ラグビーワールドカップ2031
ラグビーワールドカップ2031は、アメリカ合衆国で開催予定の第12回ラグビーワールドカップ（男子大会）。

## 立候補国
ワールドラグビーは2027年大会と合わせて発表する可能性を示している（2015年・2019年大会と同様）。2022年5月12日に開催されたワールドラグビーの理事会で2031年大会をアメリカで開催することを決定した。アメリカ大陸では初の開催となる。